# Sophonias Paminger
Sophonias Paminger oder Päminger (auch Peminger; * 5. Februar 1526 in Passau; † Juli 1603 in Nürnberg) war ein deutscher Lehrer und Komponist.

## Leben
Paminger war Sohn des Komponisten und Schulmanns Leonhard Paminger. Er besuchte die Lorenzer Schule in Nürnberg und ging anschließend 1545 an die Universität Wittenberg, an der er zum Magister graduiert wurde. 1548 kam er als Lehrer an die Nikolaus-Schule nach Passau, 1555 nach Deggendorf und 1559 nach Straubing. 1562 wurde er Privatlehrer in Regensburg, 1565 Rektor der Schule in Nabburg. Stationen waren außerdem Amberg und abermals Regensburg. Nach dem Tod seines Vaters begann er dessen Kompositionen für eine Herausgabe aufzubereiten.
Paminger folgte 1568 einem Ruf des Grafen von Oettingen als Rektor des Gymnasiums von Oettingen. Zugleich wurde er dort Leiter des Chores. 1574 kam er als Rektor der Schule nach Nördlingen und schließlich 1575 nach Nürnberg. Dort erhielt er vom Rat lebenslanges Wohnrecht im Kartäuserkloster Nürnberg, in dem er auch eine Privatschule unterhielt. Er wurde am 25. Juli 1603 in Nürnberg beigesetzt.
Paminger zeichnete sich in erster Linie als lutherischer Lehrer aus. In diesem Kontext veröffentlichte er Reformatio et constitutio sive ordinatio scholae latinae. In Leonhard Pämingers Ecclesiasticae cantiones sind auch Kompositionen von Sophonias Paminger überliefert. Zudem hat er wenige lateinische Gedichte geschrieben.

## Werke (Auswahl)
- Sophoniae Pamingeri Patavini Poematvm Libri Dvo, Neuber, Nürnberg 1557.
- Oratio dominica cum methodica exegesi ac pia meditatione, 1565.
- Kurtzer Bericht Von den Corruptelen vnd Jrthumen die gegenwertigkeit des waren leibs vnd bluts vnsers Herrn vnd Hailands Jesu Christi im heiligen Abendmal belangende, Geisler, Regensburg 1567.
- Reformatio et constitutio sive ordinatio scholae latinae, Regensburg 1576.
- Olophyrmos de morte Annae Weinzirlin, Knorr, Nürnberg 1586.